# René Geuna
René Geuna est un maître d'armes français, né le 6 février 1943 à Anja (Maroc).
Il est le fondateur de l'école de sabre de l'Amicale tarbaise d'escrime (ATE) en 1973. Il y instaure la « leçon collective », une méthode innovante qui permet de former plus efficacement ses élèves et qui fait rapidement ses preuves, autant en France qu'à l'étranger.
Parmi ses élèves les plus connus on compte Philippe Delrieu, Pierre Guichot, Nicolas Lopez et la fraterie Touya, qui ont permis à la France de remporter sept médailles olympiques entre 1984 et 2008 ainsi que divers titres mondiaux et nationaux (championnats de France et d'Espagne).

## Diplôme
- 1967 : Brevet du 2e degré d'entraînement physique militaire et d'escrime (maître d'armes) Antibes.
- 1981 : Brevet d'état du 3e degré d'éducateur sportif escrime
- 1er Degré d’éducateur de rugby à Antibes.
- Entraîneur 1er degré fédéral d'athlétisme Antibes.
- 1972 : Promoteur et instructeur de la 1re promotion de maîtres d'armes espagnols en accord avec l'Académie d'armes de France.

## Responsabilités
Créateur de :
La Galerie d’Honneur des Maîtres d’Armes Français et son Grenier
Il a été à diverses époques :
- Entraîneur de l'équipe nationale espagnole d'escrime.
- Entraîneur du bataillon de Joinville.
- Entraîneur du Pôle espoirs sabre de Tarbes.
- Membre sélectionneur de la commission nationale de sabre à la Fédération française d'escrime et à ce titre plusieurs fois capitaine de l'équipe de France lors d'épreuves de coupe du monde.

## Distinctions
- Lauréat de La Galerie d'Honneur des Maîtres d'Armes Français et son Grenier.
- Chevalier des Palmes Académiques (2003)[4].
- Médaille d'or de la Jeunesse et des sports (2003)[4]
- Épée d'or (2018)[5].
- Médaille d'Honneur Régionale, Départementale et Communale d'Argent.[réf. nécessaire]

## Formation
1963 à 1967 : 5 Années d'études à l'école d'entraînement physique militaire d'Antibes – Fort Carré.

## Palmarès
- Championnats de France (tireur)
  -  Médaille d'or par équipes aux championnats de France 1983.
- Championnats de France (maître d'armes)
  -  Médaille d'or (épée, fleuret et sabre) aux championnats de France 1969.
  -  Médaille d'or (épée, fleuret et sabre) aux championnats de France 1970.

## Œuvres
- Escrime fastoche, 1995
- Vous changez de siècle...changez d'escrime 2000
- Duel escrime est-ce crime ?, Edilivre, 2016, 468 p..
- Escrime Fastoche, le collectif, Editions de la Neva, 2024 (ISBN 9782916830247)